# Руби П. Скот
Руби Пејн Скот (енгл. Ruby Violet Payne-Scott; 28. мај 1912. — 25. мај 1981) била је прва жена која се бавила радио астрономијом.

## Живот и школовање
Руби је рођена 28. маја 1912. у Аустралији као ћерка Кајрил (Cyril Payne-Scott) и Ејми (Amy née Neale). Касније је прешла у Сиднеј да живи са тетком. У основну школу је ишла од 1921. до 1924. године а у средњу од 1925. до 1926. године у Сиднеју. Била је веома добра у математици и ботаници. Наставила је да се школује на универзитету у Сиднеју где је студирала физику, хемију и математику. Скоро увек током својих студија била је једина жена.
Дипломирала је физику 1933.
Умрла је од Алцхајмерове болести 25. маја 1981.

## Каријера
Руби спада у најзначајније аустралијске физичаре и једна од првих људи који су се бавили радио астрономијом. Запослила се 1936. године у лабораторији за истраживање канцера. Помогла је да се открије да магнетосфера утиче врло мало или уопшсте не утиче на живот на Земљи. Истраживања су рађена на кокошкама које су биле изложене магнетним пољима и 5000 пута јачим од Земљиног.
Њена каријера била је на врхунцу када је радила за Аустралијску владу. Тада је почела да се бави радио астрономијом. Истраживала је Сунце и експлозије на њему, такође је расподелила ове експлозије по типовима. Играла је важну улогу у првог посматрању Сунца интерферометром 26. јануара 1946. када је одређен угаони пречник једне од експлозија и њена тачна позиција на Сунцу.
У току Другог светског рата Руби је била укључена у тајна истраживања радара. Знала је како детектовати летелицу користећи ППИ (Plan Position Indicator) мониторе. Борила се за женска права и била члан тадашње Комунистичке партије.